# Ṱ
Cette page contient des caractères spéciaux ou non latins. S’ils s’affichent mal (▯, ?, etc.), consultez la page d’aide Unicode.
Ṱ (minuscule : ṱ), appelée T accent circonflexe souscrit, est une lettre additionnelle de l’alphabet latin utilisée comme graphème dans l’écriture du héréro et du venda. Il s’agit de la lettre T diacritée d'un accent circonflexe souscrit.

## Utilisation
En venda ‹ ṱ › représente une consonne occlusive dentale sourde /t̪/.

## Représentations informatiques
Le T accent circonflexe souscrit peut être représenté avec les caractères Unicode suivants :
- précomposé (latin étendu additionnel)[1] :

| formes    | représentations | chaînes de caractères | points de code | descriptions                                          |
| --------- | --------------- | --------------------- | -------------- | ----------------------------------------------------- |
| majuscule | Ṱ               | Ṱ                     | U+1E70         | lettre majuscule latine t accent circonflexe souscrit |
| minuscule | ṱ               | ṱ                     | U+1E71         | lettre minuscule latine t accent circonflexe souscrit |

- décomposé (latin de base, diacritiques) :

| formes    | représentations | chaînes de caractères | points de code | descriptions                                                      |
| --------- | --------------- | --------------------- | -------------- | ----------------------------------------------------------------- |
| majuscule | Ṱ               | T◌̭                    | U+0054 U+032D  | lettre majuscule latine t diacritique accent circonflexe souscrit |
| minuscule | ṱ               | t◌̭                    | U+0074 U+032D  | lettre minuscule latine t diacritique accent circonflexe souscrit |